# Kaczvinszky János (orvos)
Kaczvinszky János, Kaczvinszky János Sándor Lipót (Pest, 1871. július 5. – Budapest, 1924. december 22.) sebész-főorvos. Fő kutatási területe a műtét utáni szeptikus betegségek kinines kezelése volt.

## Életútja
Pesten született, de tanulmányait már az összevont Budapesten végezte. Középiskolába a Markó utcai Berzsenyi gimnáziumba járt. Édesapja Kaczvinszky János (Kaczvinszky János színész fia), az Első Magyar Általános Biztosító Társaság főkönyvelője, a Mátyásföldi nyaralótulajdonosok egyesületének egyik alapítótagja, nyugdíjasan a  Nemzeti Zenede  főpénztárosa, édesanyja Plank Mária (?–1907), testvérei Mariska (1873–1901) és József (1874–1907) a Magyar Földhitelintézet tisztviselője voltak.
1890-ben mint díjazatlan segéd dolgozott a Budapesti Királyi Magyar Tudomány-Egyetem orvosi karának első bonctani intézetében. 1893-ban szerezte meg orvosi diplomáját, 1896-ban pedig egyetemes orvostudor oklevelet kapott. Kezdetben tanársegéd volt. Kovács József professor klinikáján indult meg sebészi pályafutása, amelyet azonban csakhamar megszakított mesterének halála. Így került, mint második tanársegéd a klinika új vezetőjének, Dollinger Gyulának vezetése alá, a budapesti Üllői úti I. sz. sebészeti kórodába és I. sz. sebészeti műtőintézetbe. Kétévi asszisztensi munka után megvált a klinikától, és miután egy évet töltött a Szent Rókus Kórház nőgyógyászati osztályán, 1901 novemberében átvette a békésmegyei közkórház sebészeti osztályának vezetését. 1915-ben a király a honvédorvosi tisztikarban a háború tartamára kinevezte törzsorvossá. A gyulai közkórház sebész-főorvosaként bevezetett több sebészeti újítást. Ideje alatt felépült egy új sebészeti pavilont, s kivált a sebészeti osztályból a kórbonctan. 
Nem sokat publikált. A gyulai kórház évkönyveinek 11 kötetében rövid beszámolókban rögzítette csupán minden 1902−1913 közötti munkáját. Az első világháború kitörése után az évkönyvek megszűntek. E mellett két németül is megjelent dolgozata foglalkozott a rákműtétek eredményeinek javításával, többi dolgozata a „Műtét utáni antisepsisre irányuló kísérleteit“ ismertette. A kinin-kezelés első kísérletei az orbánc leküzdésére irányultak, majd kiterjesztette a kinin-prophylaxist mindazokra a hasmetszésekre, amelyeknél műtét közben fertőződhetett a hasüreg. Erről az utolsó beszámolója 1910-ből való. 
Gyula nem elégítette ki kultúra iránti vágyódását, ezért kereste a lehetőségét, hogy egy ilyen központban folytathassa munkásságát. 1918 végén Kassára nevezték ki igazgató-főorvosnak, de állását a cseh megszállás miatt nem foglalhatta el.
1918-tól a budapesti Zita Kórház, később pedig a Margit Kórház sebész főorvosaként működött. Elsősorban a szeptikus betegségek műtét utáni kininkezelésével foglalkozott. A debreceni egyetem sebésztanári állásával is megkínálták, de ezt nem fogadta el, mert akkor már betegeskedett. Már fiatal éveiben nem egyszer voltak oly rohamai, amelyek az agyvelő vérkeringésének zavarára mutattak. Utolsó két évében efféle is rohamok gyötörték.
53 éves korában, kétéves betegeskedés (agyi érelmeszesedés), lassú haldoklás után hunyt el. Temetése 1924. december 24-én volt a Farkasréti temetőben. Halálát özvegye, és azonos nevű édesatyja gyászolták.
1916. október 21-én Budapesten kötött házasságot Morelli Margit Mária Annával (Budapest, 1886. január 6. – Budapest, 1972. december 2.)), Morelli Gusztáv lányával.)
1898-tól a Budapesti Királyi Orvosegyesület rendes tagja volt. 1922-ben az igazságügyminiszter a munkásbiztosítási orvosszakértői tanács tagjává nevezte ki.
A Magyar Országos Orvos Szövetség Békés megyei Fiókja 1932-ben emlékére díjat alapított, mely szerint évente egy előadást rendez, és az előadót Kaczvinszky-éremmel jutalmazza. Körirata elöl: MEDICUS IN OMNE AEVUM NOBILIS szemüveges férfi arcképével jobbra, hátul: COLLEGIUM MEDICORUM BÉKÉSIENSE MCMXXXIII, babérkoszorúban kígyós – bot és felirati táblácska. A helybeli művész, Téchy László által készített, Kaczvinszky képét megörökítő 86 mm bronz vert ezüstérmet első ízben 1933. május 20-án Grósz Emil szemészprofesszornak adták át az orvostovábbképzés terén szerzett érdemei elismeréséül. 1934-ben Bakay Lajos, majd Miskolczy Dezső, 1936-ban Dr. Johan Béla és dr. Tomcsik József, 1937-ben pedig dr. báró Korányi Sándor és dr. Kramár Jenő professzorok kapták.